# Felix Droese
Kalus Felix Droese (* 19. Februar 1950 in Singen/Hohentwiel) ist ein deutscher Künstler.

## Leben
Droese wurde als Sohn eines altkatholischen Pfarrers geboren und verlebte seine Kindheit auf der Nordseeinsel Nordstrand bei Husum. 1966 zog die Familie nach Essen, wo Felix Droese 1969 die Schulzeit ohne Abitur beendete und als Landesvermessungsgehilfe arbeitete. Von 1970 bis 1976 studierte er an der Kunstakademie Düsseldorf in der Klasse Peter Brüning, arbeitete jedoch hauptsächlich in der Beuys-Klasse. 1971/72 leistete er seinen Wehrersatzdienst in der psychiatrischen Landesanstalt „Grafenberg“ ab.
Der politisch in der Vereinigung Sozialistischer Kulturschaffender engagierte Künstler wurde bei einer Vietnam-Demonstration in Köln 1972 verhaftet und wegen schweren Landfriedensbruchs zu sieben Monaten Gefängnis, ausgesetzt zu drei Jahren auf Bewährung, verurteilt. Nach dem Studium arbeitete Droese zunächst als Aushilfsarbeiter bei einem Garten- und Landschafts- und Friedhofsgärtner in Büderich und bei der Zeitschrift „Spuren“ in Köln. 1979 bewarb er sich als Kandidat für die Grüne Alternative Liste bei den Kommunalwahlen in Düsseldorf. 1986 übernahm er eine Professur an der Städelschule in Frankfurt am Main, die er nach einem Wintersemester wieder kündigte.
Seit 1990 lebt und arbeitet Droese mit seiner Frau, der Künstlerin Irmel Droese, am Rande des Neandertals in Mettmann bei Düsseldorf.

### „Aktion Grundversorgung“
In seiner Kunst hatte sich Droese bereits seit Längerem mit Fragen des Geldes, der Ökonomie und Ökonomisierung auseinandergesetzt, beispielsweise in den 1990er Jahren in „Geld“-Holzdrucken auf Zeitungsseiten, die er für 400 oder auch für 1000 DM pro Stück zügig verkauft hatte, oder in der 5.000 Exemplare zählenden Auflage von 5-DM-Scheinen mit dem Titel Dafür gab ich meine Unschuld. Im Jahr 2003 stellte er der Firma Aldi Süd 20.000 von ihm signierte Exemplare zweier Offset-Drucke mit den Titeln Silberfinger und Wind, Wasser, Wolken zur Verfügung, gegen ein Künstlerhonorar für einen Euro das Stück. Gerahmt gingen die Werke anschließend für je 12,99 Euro innerhalb kürzester Zeit über die Ladentische der Filialen, so dass viele Interessenten, die nicht rechtzeitig dort eingetroffen waren, leer ausgingen. Auch andere Künstler beteiligten sich mit ihren Werken an der Marketing-Aktion des Lebensmittel-Discounters, etwa Georg Baselitz mit einer unsignierten Restauflage seines Motivs Puck, das er für die Eishockey-Weltmeisterschaft 1993 kreiert hatte. Die Aktion, die Aldi Süd einen Image-Gewinn und Einnahmen von über 200.000 Euro bescherte, nannte Droese „Aktion Grundversorgung“ und kommentierte sie mit den Worten „Ich hab’ die Kunde und Aldi hat die Kunden“ und „Kunst ist nicht das, was es an Geld bringt, Kunst ist das, was es uns sagt.“ 2004 schuf er für eine Ausstellung des Museums Goch einen Katalog mit dem Titel Das Aldi-Multiple: ein Grundversorgungsspiel. 2014 berichtete er bei einer Pressekonferenz, dass ihm von Kollegen wegen der Discount-Aktion vorgeworfen worden sei, ein „Zerstörer der Kunst“ zu sein. Über den Kunstmarkt urteilte er, dass dieser ein „Lügengebäude“ sei und den Künstler dazu verführe, „den Clown zu geben“.

## Auszeichnungen (Auswahl)
- 1981: Förderpreis des Landes Nordrhein-Westfalen für Bildende Kunst
- 1996: Art-multiple-Preis (heute Cologne-Fine-Art-Preis), Düsseldorf
- 2011: Verdienstorden des Landes Schleswig-Holstein
- 2015: Kunstpreis der Künstler, Düsseldorf

## Ausstellungen (Auswahl)

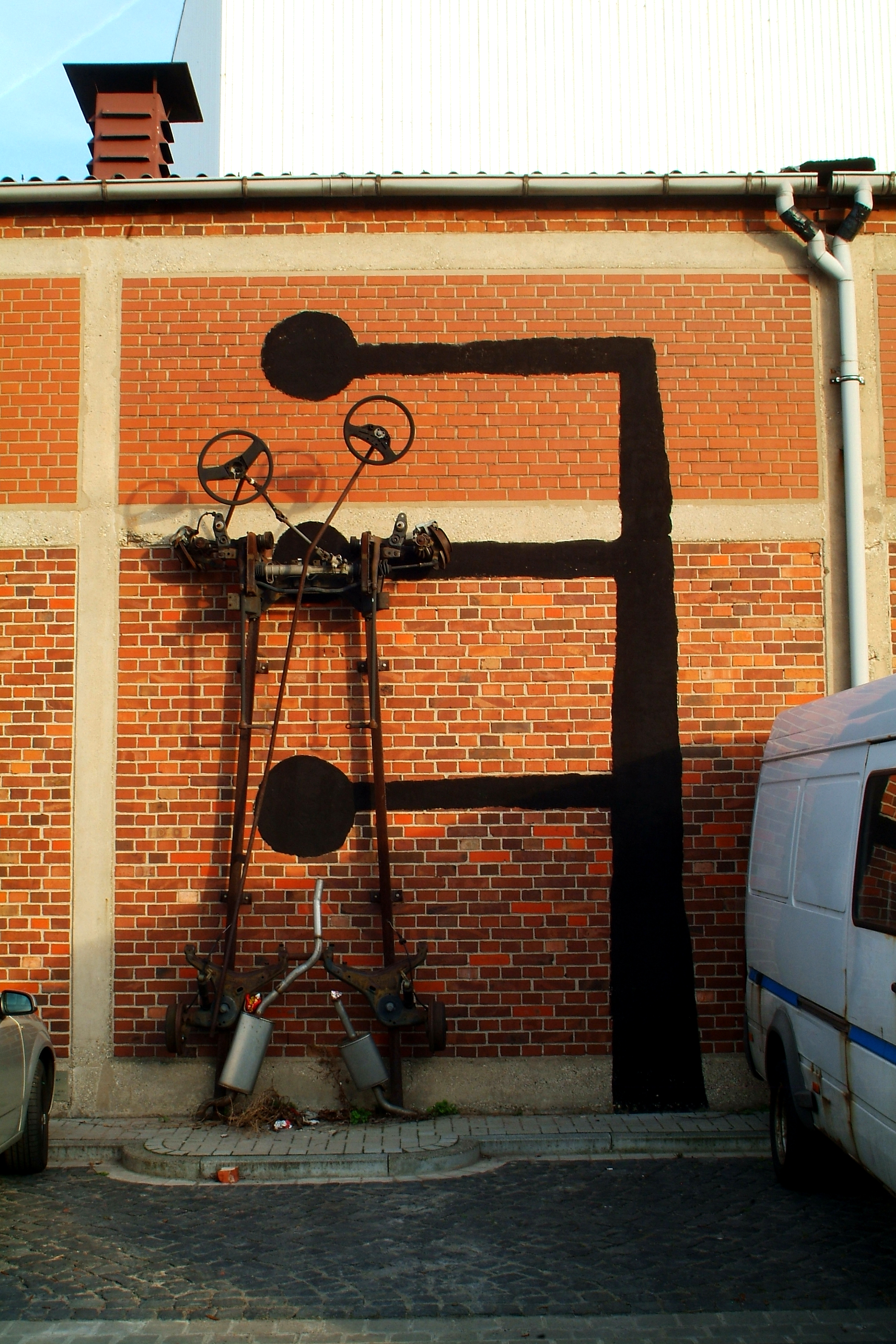
Felix Droeses Beitrag zur Bilderwand Bertramstraße, Hannover 1991

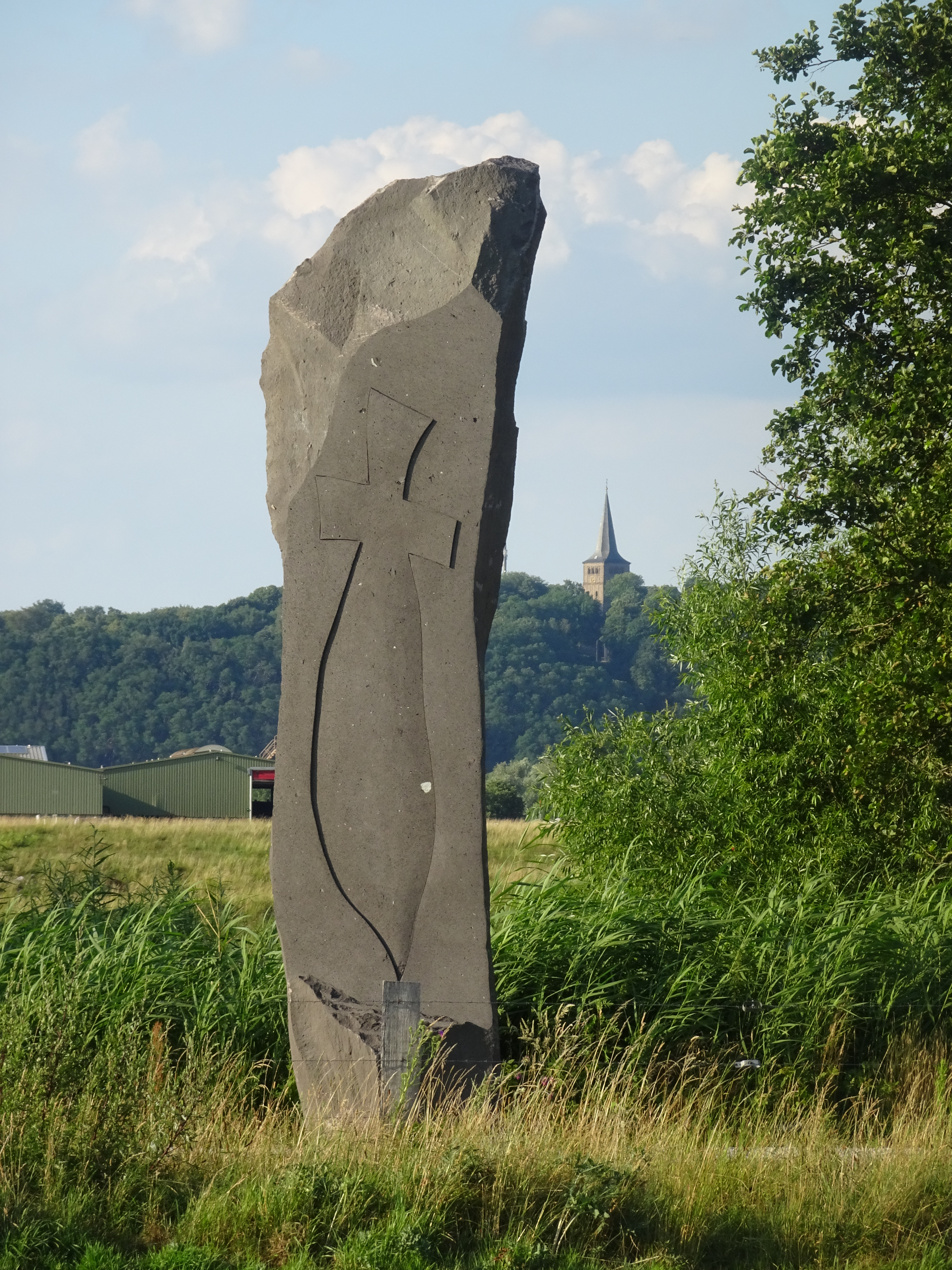
Fraubillenkreuz in Kleve-Salmorth, Steinskulptur, Gemeinschaftsarbeit mit dem Kalkarer Bildhauer Christoph Wilmsen-Wiegmann, 2021

- 1980: Schattenrisse, Museum Bochum
- 1980: Westkunst – heute, Messehallen Köln
- 1982: documenta 7, Kassel; vertreten mit der Papierschnitt-Installation Ich habe Anne Frank umgebracht
- 1984: Von hier aus – Zwei Monate neue deutsche Kunst in Düsseldorf
- 1988: Vertreter der Bundesrepublik Deutschland auf der 18. Biennale di Venezia mit der Arbeit Haus der Waffenlosigkeit durch eine Zusammenstellung von 22 Objekten (meterhohe, schwarze Papierschnitte, Holz-Installationen, farbige Flächen, Vogelkadaver und papierne Totenhemdchen in Glas-Särgen)
- 1991: Beitrag auf der Bilderwand Bertramstraße, Hannover
- 1993: Kunsthalle, New York
- 2002: Wer erschoss den amerikanischen Botschafter in Kabul?, Städtische Galerie Wolfsburg
- 2003: Öffne die Augen. Papierschnitte und Holzdrucke, Städtische Galerie Bietigheim-Bissingen
- 2005: Kunstverein Region Heinsberg, Jubiläumsausstellung, 20 × 20
- 2006: Schloß Neersen, Willich Neersen, 2. April 2006 bis 30. April
- 2008: Zwischen Bernestraße und Porscheplatz, Galerie Frank Schlag & Cie., Essen
- 2009: Die Mörder sind unter uns, 26. April – 10. Mai 2009, Teloy-Mühle, Meerbusch
- 2010: Der Grafenberg, Kolumba, Kunstmuseum des Erzbistums Köln
- 2013: Sühnetafel 2013, Kunstprojekt der Caritas in Köln, Erbarmen als soziale Form
- 2015: Keine Kunst, aber Tatsachen, Kolumba, Kunstmuseum des Erzbistums Köln
- 2019: Irmel und Felix Droese. Werke, Gedanken und Improvisationen, Kulturkirche Ost, Köln-Buchforst